# ウリクペン救助隊
『ウリクペン救助隊』（ウリクペンきゅうじょたい）は、フジテレビ系列局で放送されていたテレビアニメである。ユニマックスとタツノコプロが共同制作したアニメであるが、権利はMK COMPANYが所持している。全132話（全22回）。
フジテレビでは1974年9月30日から1975年3月29日まで、毎週月曜 - 土曜 18:55 - 19:00 （日本標準時）に放送。日本冷蔵（現・ニチレイ）→エスエス製薬の一社提供で放送されていた。海外では、1989年に香港の亜洲電視で放送された。

## ストーリー
ウリクペン王国の動物たちによる救助隊「ウリクペン救助隊」が、森の動物たちを災難救助する。「ウリクペン」の名は、当初のメンバーであるウサギ、リス、クマ、ペンギンに因む。
本作は1つの出動シナリオを1週間かけて描く構成を採っており、毎週土曜日にはその週に最も早く到着できた救助隊員に「今週の功労賞」が与えられる模様を放送していた。

## 登場キャラクター
ウリクペン救助隊員の名称表記は、読売新聞1974年9月30日付夕刊のラジオ・テレビ欄に掲載されている宣伝広告より。

### ウリクペン救助隊
ライオンのボス
声 - 不明
ウリクペン王国の国王で、救助隊の隊長も兼ねている。常に王宮で待機している。
ウサギのショータロー
声 - 喜多道枝
ウリクペン救助隊の中心的存在。正義感の強い一番の元気者だが、泳げないのが弱点。
リスのピンスケ
声 - 不明
小柄ですばしっこい隊員。
クマのハチゴロー
声 - 佐藤昭司
隊員一の巨漢で、怪力が売りの隊員。ギャグメーカー的なキャラで、功労賞を取ることは少ない。
ペンギンのギンタ
声 - 水鳥鉄夫
クールなキャラクターを気取っているが、結構熱くなりやすいタイプ。
イノシシのチョチョ
声 - 不明
常にサングラスを付けている。文字通りの猪突猛進キャラクターで、八五郎とは良きケンカ仲間。
トナカイのムー
声 - 不明
ベテラン隊員でチームの相談役的存在。一番の長身。
カモメのリンリン
声 - 麻上洋子
救助隊の紅一点。通信や情報を担当する隊員。隊員の中では唯一自力での飛行が可能で、常に空の上から見守る。
コアラのコアラちゃん
声 - 不明
見習い隊員で、正式隊員ではないが、いつも基地にいる。正式隊員になりたがっているが、朝寝坊と昼寝の常習犯。第9話ではウルフ暗黒帝国に拉致された事もある。
このほか、「功労賞」発表時にはオウム（ファンファーレ担当）やチンパンジー（ドラムロール担当）も登場するが、いずれも声を発しない。

### ウルフ暗黒帝国
オオカミのハングルフ
声 - 水島鉄夫
ウリクペンチームの救助の邪魔をするウルフ暗黒帝国のボス。主に洞窟のアジトから指令を下すが、時によっては自ら前線で行動をする事もある。
コンドルのコンドラー
声 - 不明
ハングルフの部下。主に空の上から妨害を仕掛ける。多数のメンバーが存在する。
カラスのブラカラス
声 - 不明
同じくハングルフの部下。コンドラー同様多数メンバーが存在。
コウモリのバンパイヤー
声 - 不明
同じくハングルフの部下で、多数メンバーが存在。
古代怪獣のアングリル
声 - 不明
同じくハングルフの部下で多数メンバーが存在するが、他のメンバーが空から妨害するのに対し、地中から現れて妨害する。

### ナレーション
声 - 納谷六朗

## フォーマット
毎回のストーリー展開は次の通り。
1. ウリクペン城内のボスとリンリンの前にウリクペン隊員6名（ショータロー・ピンスケ・ハチゴロー・ギンタ・チョチョ・ムー）とコアラちゃんが整列し、その席上、ボスから事件と任務が命ぜられる。
2. ウリクペン隊員は、直ちにヘルメットとバッグを装着。城下にある専用車に搭乗し、城から出動する。その後、城上部からリンリンが出動する。
  - ここまでが月曜前半。
3. ウリクペン隊員たちは目的地まで出動するが、そこへハングルフたちが様々な妨害を仕掛けるも、隊員たちの反撃やハングルフたちの自滅によって未遂に終わる。この間リンリンは、様子を城内のボスへ報告する。
4. そして隊員のいずれか1人が見事任務を達成し、事件解決となる。
  - ここまでが月曜後半から土曜前半。
5. 隊員たちは再びボスとリンリンの前に整列。オウムやチンパンジーのファンファーレとともに隊員たちの頭上に6個のくす玉が現れ、ボスの「功労者」発表と同時にくす玉が割れて紙吹雪が舞う。そして受賞者はボスから「功労賞」メダルを首に掛けてもらう。それに納得のいかない隊員（たいていは漏れた隊員）が「どうして○○なんだよ!?」などと抗議することもあるが、その際にはボスが理由を説明する。また、事件解決後の様子を映すこともある。

## スタッフ
- 総監督 - 笹川ひろし、原征太郎
- プロデューサー - 永井昌嗣
- 企画 - 鳥海尽三
- 原作 - 金子満
- 美術 - 新井寅雄
- 音楽 - 菊池俊輔
- キャラクターデザイン - 杉野昭夫
- 制作 - ユニマックス&MK、タツノコプロ

## 主題歌
オープニングテーマ「がんばれ！ウリクペン救助隊」
作詞 - なかたにくにお / 作曲・編曲 - 菊池俊輔 / 歌 - 水木一郎、コロムビアゆりかご会
スポンサーがエスエス製薬に交代してからはオープニングが廃止され、エスタックまたはブロンの15秒CMを流してから、本編にタイトルテロップを合成して開始する形となった。
挿入歌「帰ろうよランラララン」
作詞 - なかたにくにお / 作曲・編曲 - 菊池俊輔 / 歌 - 堀江美都子、こおろぎ'73

## 各話リスト
| 回 | サブタイトル           | 脚本         | 演出                |
| -- | ---------------------- | ------------ | ------------------- |
| 1  | ふしぎ草を探せ!        | 鳥海尽三     | 笹川ひろし 樋口雅一 |
| 2  | ザネリの大火事         | 柳川茂       | 富永貞義            |
| 3  | ヒエビエ村を救え!      | 小山高男     | 樋口雅一            |
| 4  | 氷を溶かすな!          | 鳥海尽三     | 冨永貞義            |
| 5  | ビックラ山の一大事     | 柳川茂       | 樋口雅一            |
| 6  | 三匹の子豚救出作戦     | 小山高男     | 布川郁司 樋口雅一   |
| 7  | 洪水村を救え!          | 陶山智       | 池野文雄            |
| 8  | 悪魔の実を刈りとれ!    | 山本優       | 冨永貞義 池野文雄   |
| 9  | コアラゆうかい事件     | 酒井あきよし | 笹川ひろし 樋口雅一 |
| 10 | ダイナマイト作戦       | 鳥海尽三     | 池野文雄            |
| 11 | 暴走列車を止めろ!      | 関根章       | 樋口雅一            |
| 12 | ダチョウの卵を救え!    | 山本優       | 池野文雄            |
| 13 | 恐怖の風船旅行         | 落合茂一     | 池野文雄            |
| 14 | ウリクペン越冬作戦     | 桜井正明     | 樋口雅一            |
| 15 | ナダレ山荘を救え!      | 山本優       | 池野文雄            |
| 16 | 救助隊海を行け!        | 金子裕       | 樋口雅一            |
| 17 | 巨象ジャンボを止めろ!  | 落合茂一     | 池野文雄            |
| 18 | それ行け! 地底大進撃   | 山本優       | 池野文雄            |
| 19 | 恐怖の滝つぼ           | 笹川ひろし   | 布川郁司 本多哲     |
| 20 | ムラサキ水仙を枯らすな | 笹川ひろし   | 布川郁司 池野文雄   |
| 21 | 早く電気を!            | 城山昇       | 池野文雄            |
| 22 | 赤ちゃん牛が待っている | 落合茂一     | 原征太郎 本多哲     |

## 放送局
ネット局のデータは、読売新聞1974年9月30日付夕刊のラジオ・テレビ欄に掲載されている宣伝広告より。
| 放送対象地域   | 放送局         | 放送日時                                                                       | 備考           |
| -------------- | -------------- | ------------------------------------------------------------------------------ | -------------- |
| 関東広域圏     | フジテレビ     | 月曜 - 土曜 18:55 - 19:00                                                      |                |
| 北海道         | 北海道文化放送 |                                                                                |                |
| 岩手県         | テレビ岩手     | 月曜 - 土曜 16:55 - 17:00                                                      | 1974年12月まで |
| 山形県         | 山形テレビ     |                                                                                |                |
| 宮城県         | 仙台放送       | 月曜 - 土曜 18:55 - 19:00                                                      |                |
| 福島県         | 福島テレビ     | 月曜 - 土曜 17:00 - 17:05                                                      | 1974年12月まで |
| 新潟県         | 新潟放送       |                                                                                |                |
| 長野県         | 長野放送       | 月曜 - 土曜 18:55 - 19:00                                                      |                |
| 富山県         | 富山テレビ     | 月曜 - 土曜 18:55 - 19:00                                                      |                |
| 石川県         | 石川テレビ     | 月曜 - 土曜 18:55 - 19:00 （キー局と同時刻の遅れネット、1975年4月5日まで放送） |                |
| 静岡県         | テレビ静岡     | 月曜 - 土曜 18:55 - 19:00                                                      |                |
| 中京広域圏     | 東海テレビ     | 月曜 - 土曜 8:45 - 8:50                                                        |                |
| 近畿広域圏     | 関西テレビ     |                                                                                |                |
| 広島県         | 広島テレビ     |                                                                                |                |
| 香川県・岡山県 | 西日本放送     |                                                                                |                |
| 愛媛県         | 愛媛放送       |                                                                                |                |
| 福岡県         | テレビ西日本   |                                                                                |                |
| 佐賀県         | サガテレビ     |                                                                                |                |
| 長崎県         | テレビ長崎     |                                                                                |                |
| 大分県         | テレビ大分     |                                                                                |                |
| 宮崎県         | テレビ宮崎     |                                                                                |                |
| 鹿児島県       | 鹿児島テレビ   |                                                                                |                |
| 沖縄県         | 沖縄テレビ     |                                                                                |                |

## 備考
- 初回放送当日付の読売新聞夕刊のラジオ・テレビ欄には、ウリクペンチーム、曜日別のフォーマット、懸賞（後述）、日冷の冷凍食品について紹介する本作の宣伝広告が掲載された。
- 「今週の功労賞」を与えられる隊員は、実際には月曜日に隊長が号令をかける際、「開始ーっ」と答える隊員に決まっていた。ショータローが受賞するケースが圧倒的に多かった。
- 日冷一社提供時代には、「功労賞」の受賞者を当てる懸賞を行っていた。当時同社の冷凍食品に付いていた応募シールをハガキに貼って送ると、正解者の中から抽選で毎週300人に「ウリクペン・バッグ」（ウリクペン隊員が背中に羽織っているバッグと同型の玩具）がプレゼントされた[7]。
- 同じく日冷一社提供時代にはオープニングフィルムを流していたが、スポンサーがエスエス製薬に替わってからはカットされた。